# 小田切昌直
小田切 昌直（おだぎり まさなお）は、江戸時代初期の武将。徳川氏家臣。

## 経歴・人物
慶長18年（1613年）、14歳の時、徳川家康に拝謁し、蔵米百俵を賜う。のち大坂の陣で戦う。